# Villardiegua de la Ribera
Villardiegua de la Ribera is een gemeente in de Spaanse provincie Zamora in de regio Castilië en León met een oppervlakte van 28,85 km². Villardiegua de la Ribera telt 133 inwoners (1 januari 2016).

## Demografische ontwikkeling
Bron: INE, 1857-2011: volkstellingen